# Kalabalik hos morfar prosten
Kalabalik hos morfar prosten är en barnbok skriven av författaren Eva Bexell, med illustrationer av Karin Stjernholm Raeder. Den utgavs första gången år 1978 på Bonniers förlag, och är den andra boken i trilogin om morfar Prosten, efter Prostens barnbarn (1976). Handlingen utspelar sig några månader efter föregångaren, när syskonen Carl och Anton än en gång hälsar på sin mormor och morfar i morföräldrarnas hem i Borgholm på Öland, denna gång strax före jul.

## Handling
Berättelsen har fokus på Anton, som bland annat går vilse i Borgholm och får åka polisbil hem, tröttnar på morfar prostens lek "döda lejon" och leker levande lejon istället, samt skaffar sig en tax som han hittade utanför posten. Dessutom är Anton ganska besviken på sin lillasyster, Sara-Olivia.
Boken innehåller följande kapitel:
- Tågresan
- Anton åker polisbil
- Lejon i skafferiet
- En brevbärarväska, hurra!
- Anton skaffar sig hund
- Prosten hör konstiga ljud
- Julafton